# Нападова
Нападова (рум. Napadova) — село у Флорештському районі Молдови. Входить до складу комуни, адміністративним центром якої є село Ніколаєвка.

## Населення
За даними перепису населення 2004 року у селі проживали 1218 осіб.
Національний склад населення села:
| Національність       | Кількість осіб | Відсоток   |
| -------------------- | -------------- | ---------- |
| молдавани румуни     | 1149 29        | 94,3% 2,4% |
| росіяни              | 19             | 1,6%       |
| українці             | 17             | 1,4%       |
| цигани               | 3              | 0,2%       |
| інша / без відповіді | 1              | 0,1%       |
| Всього               | 1218           | 100%       |